# Tvärbandat vickerfly
Tvärbandat vickerfly, Lygephila viciae är en fjärilsart som först beskrevs av Jacob Hübner 1822.  Enligt Dyntaxa ingår tvärbandat vickerfly i släktet Lygephila, och familjen Näbbflyn, Erebidae men enligt Catalogue of Life är tillhörigheten istället släktet Asticta i familjen Noctuidae. Enligt den finländska rödlistan är arten sårbar, VU i Finland. Enligt den svenska rödlistan är arten nära hotad, NT i Sverige. Arten förekommer från Skåne till Värmland-Uppland inklusive Öland och Gotland, med tyngdpunkt på ostkustlandskapen. Fynd av arten saknas i Halland. Artens livsmiljö är friska och lundartade skogar. En underart finns listad i Catalogue of Life, Asticta viciae violaceogrisea Draudt, 1950.

## Bildgalleri

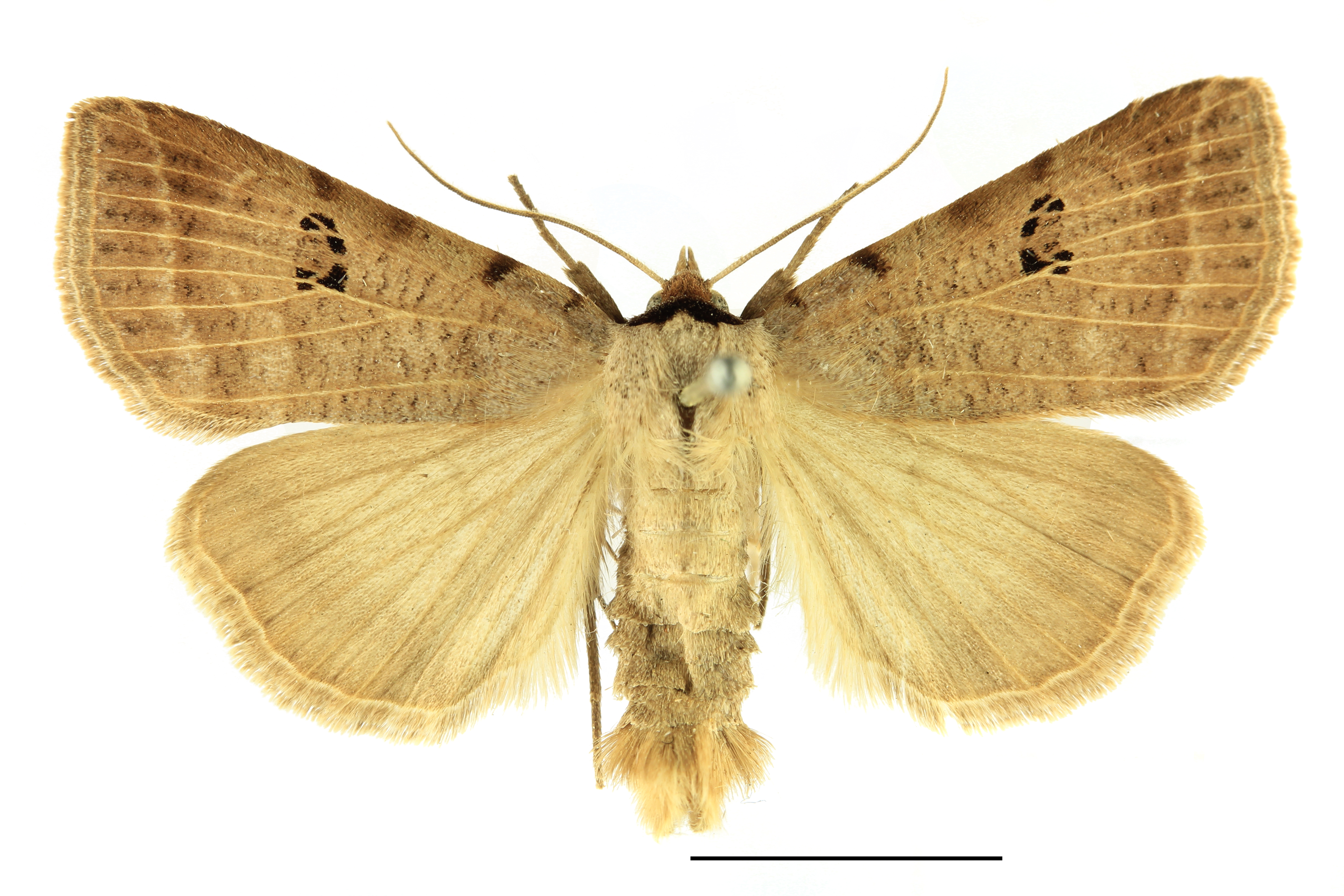
Preparerad (uppnålad) imago fjäril